# Municipio de San Andrés Sinaxtla
El municipio de San Andrés Sinaxtla (del náhuatl: xinaxtl, tlán ‘semilla, lugar’‘Lugar de semillas’) es un municipio situado en el estado mexicano de Oaxaca. Según el censo de 2020, tiene una población de 756 habitantes. Su cabecera es la localidad de San Andrés Sinaxtla.

## Geografía
El municipio tiene una superficie de 34.45 km² y está ubicado a una altitud que oscila entre los 2300 y 2000 metros sobre el nivel del mar.
Cuenta con dos localidades legalmente reconocidas, aunque en el censo del INEGI de 2020 aparezcan cinco.

## Economía
Un total de 1913 hectáreas del territorio municipal (INEGI 2009) se destinan a la producción agrícola. Los principales cultivos por superficie sembrada son maíz (46.48%), frijoles (27.47%) y trigo (21.48%).